# Dietmar Arno Salamon

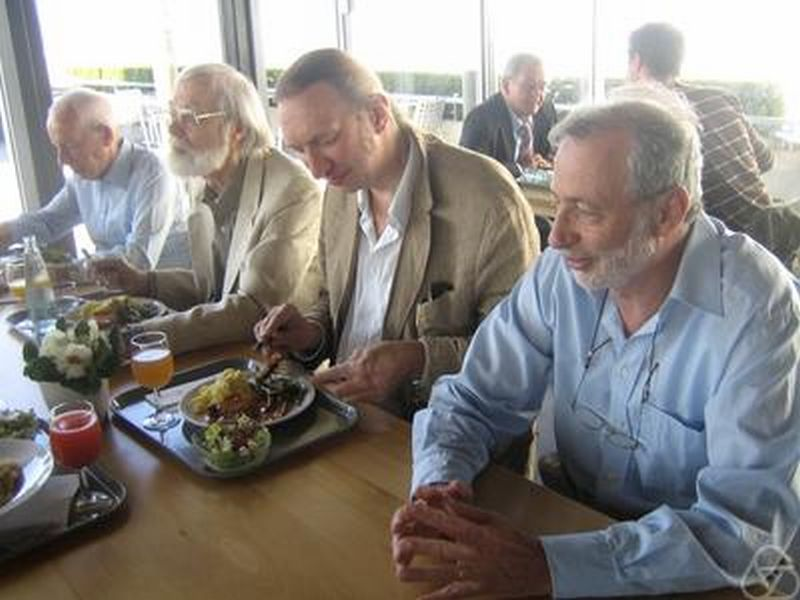
Salamon (2. von rechts) in Zürich 2007

Dietmar Arno Salamon (* 7. März 1953 in Bremen) ist ein deutscher Mathematiker. Er ist seit 1998 Professor für Mathematik an der ETH Zürich.

## Leben
Salamon studierte an der Universität Hannover Mathematik. 1982 promovierte er an der Universität Bremen über Kontrolltheorie. Im Anschluss verbrachte er zwei Jahre als Postdoktorand am Mathematischen Forschungszentrum in Madison, Wisconsin und ein Jahr am Forschungsinstitut für Mathematik an der ETH Zürich. Im Jahre 1986 wurde er Dozent an der University of Warwick, wo er im Jahre 1994 zum ordentlichen Professor gewählt wurde. Das Sommersemester 1988 verbrachte er als Gastprofessor an der Universität Bremen und das Wintersemester 1991 an der
University of Wisconsin–Madison.
Seit 1998 ist er ordentlicher Professor für Mathematik an der ETH Zürich.
Salamons Forschungsgebiet ist die symplektische Topologie und verwandte Gebiete wie die symplektische Geometrie. Symplektische Topologie ist ein relativ neues Gebiet der Mathematik, das sich in den 1990er Jahren zu einem wichtigen Zweig der Mathematik entwickelt hat. Einige wichtige neuen Techniken sind Gromovs pseudoholomorphe Kurven, die Floer-Homologie und die Seiberg-Witten-Invarianten (nach Nathan Seiberg und Edward Witten) vierdimensionaler Mannigfaltigkeiten.
1994 war er Invited Speaker auf dem Internationalen Mathematikerkongress (ICM) in Zürich (Lagrangian intersections, 3-manifolds with boundary and the Atiyah-Floer conjecture). Er ist Fellow der American Mathematical Society. Für 2017 erhält er den AMS Leroy P. Steele Prize for Mathematical Exposition für sein Buch mit Dusa McDuff J-holomorphic curves and symplectic topology. Seit 2011 ist er Mitglied der Academia Europaea.